# بتلفورد
بتلفورد (به انگلیسی: Battleford) یک منطقهٔ مسکونی در کانادا است که در ساسکاچوان واقع شده‌است. بتلفورد ۲۳٫۳۳ کیلومتر مربع مساحت و ۴٬۰۶۵ نفر جمعیت دارد.